# Villaescusa, Zamora
Villaescusa là một đô thị trong tỉnh Zamora, Castile và León, Tây Ban Nha. Dân số 352 (2004) và diện tích 43,12 km².

## Lịch sử
Sau khi tái chiếm và áp đặt chế độ quân chủ Leonese trong 1116 nữ hoàng Magpie I của Leon đã lập Villaescusa bằng sắc lệnh San Juan, June 7 là lâu đời nhất cho đến nay đề cập đến sự tồn tại của tài liệu là thị trấn.
Về mặt lịch sử, Villaescusa là một trong những thành phố đại diện bởi các thành phố của Toro Cortes, trở nên tích hợp vào tuổi tỉnh Toro hiện đại, nơi mà nó vẫn cho đến khi XIX.8 thế kỷ thứ 9
Với sự sáng tạo của các tỉnh vào năm 1833, Villaescusa trở thành một phần của tỉnh Zamora, trong khu vực Leonesa, trong đó, giống như tất cả các vùng của Tây Ban Nha thời điểm đó, thiếu administrativas.10 thẩm quyền
Sau năm 1978 hiến pháp, Villaescusa trở thành một phần năm 1983 của cộng đồng tự trị Castilla y Leon, trong khi đô thị trên địa bàn tỉnh Zamora.